# 1898 no cinema

## Principais filmes
- Vista da Baía de Guanabara, de Affonso Segretto

## Nascimentos
| Data          | Nome              | Profissão                         | Nacionalidade                              | Observações | Ref |
| ------------- | ----------------- | --------------------------------- | ------------------------------------------ | ----------- | --- |
| 21 de janeiro | Rudolph Maté      | cinegrafista, cineasta            | Polónia                                    | m. 1964     |     |
| 23 de janeiro | Sergei Eisenstein | cineasta                          | União Soviética                            | m. 1948     |     |
| 28 de janeiro | Vasco Santana     | ator                              | Reino Unido de Portugal, Brasil e Algarves | m. 1958     |     |
| 20 de abril   | Sidney Lanfield   | cineasta                          | Estados Unidos                             | m. 1972     |     |
| 14 de maio    | Chianca de Garcia | dramaturgo, jornalista e cineasta | Reino Unido de Portugal, Brasil e Algarves | m. 1983     |     |
| 28 de maio    | Genésio Arruda    | ator                              | Brasil                                     | m. 1967     |     |
| 6 de outubro  | Mitchell Leisen   | cineasta                          | Estados Unidos                             | m. 1972     |     |
| 8 de dezembro | Eugène Deslaw     | cineasta                          | União Soviética                            | m. 1966     |     |